# AV-TEST
AV-Test反病毒测试有限责任公司（The AV-Test GmbH）由安德烈亚斯·马克思（Andreas Marx），奥利弗·马克思（Oliver Marx）和吉多·哈比希特（Guido Habicht）2004年在马格德堡创立。在这之前，AV-Test只是马格德堡大学的一个科研项目。。
AV-Test提供反病毒产品测试、技术含量测试以及跟踪监测计算机安全产品的长期检测率。
杀毒测试正日趋复杂，为了让测试更有意义，测试必须客观的执行。大量恶意软件样本的存放必须要力求安全和保险。AV-Test已经处理了140TB的庞大测试数据。
欧洲、美国、加拿大、澳大利亚和亚洲的杀毒厂商和一些国际性的杂志，定期的将他们的防毒軟體测试交给AV-Test公司进行测试。安德烈亚斯.马克思作为流行病毒清单组织的报告人，他的调研和测试为云安全和其他杀毒公司的发展提供了真实性的检测。

## 外部連結
- AV-Test 官方網站 （德文） （英文） （法文） （西班牙文）